# Carlos Droguett
Carlos Droguett Alfaro (Santiago, 15 de octubre de 1912-Berna, Suiza, 1996) fue un prolífico novelista y cuentista chileno vinculado a la Generación Literaria de 1938. Obtuvo el Premio Nacional de Literatura en 1970.

## Biografía
Hizo los primeros estudios en la Escuela Federico Errázuriz, posteriormente renombrada como Escuela República Argentina de Santiago. Continuó sus estudios en el Liceo San Agustín donde tuvo contacto con el padre Alfonso Escudero, importante hombre de letras que lo apoyaría en su carrera literaria. En 1933 inicia estudios de Derecho y de Literatura Inglesa en la Universidad de Chile, carreras que abandona por el impacto que le causó la Matanza del Seguro Obrero, ocurrida en Chile el 5 de septiembre de 1938. Pese a que antes de este acontecimiento había publicado algunos cuentos, fue con él que inició su obra literaria y periodística al editar en 1939 la crónica Los asesinados del Seguro Obrero. Entre la publicación de este volumen y de la novela 60 muertos en la escalera en 1953 —texto en que reelabora literariamente el tema de la matanza y que ganó el primer premio del concurso Nascimento—, desarrolló un importante trabajo como columnista y publicó una veintena de cuentos en diarios y revistas.
El reconocimiento internacional le llegó con la publicación en la prestigiosa editorial Seix Barral de Eloy (1960), novela que tuvo un gran éxito y que rápidamente fue traducida a diversas lenguas. Posteriormente publicó 100 gotas de sangre y 200 de sudor (novela, 1961), Patas de perro (novela, 1965), Los mejores cuentos (cuentos, 1967), Supay, el cristiano (novela, 1968), El compadre (novela, 1967), El hombre que había olvidado (novela, 1968), Todas esas muertes (novela con la que obtuvo el Premio Alfaguara en 1971), El cementerio de los elefantes (cuentos, 1971), Después del diluvio (novela teatralizada, 1971), Escrito en el aire (crónicas, 1972), El hombre que trasladaba las ciudades (novela, 1973), Materiales de construcción (ensayo, 1980), y El enano Cocorí (novela, 1986). En forma póstuma se han publicado las novelas Matar a los viejos (2001), La señorita Lara (2001) y Sobre la ausencia (2009).
Al otorgarle en 1970 el Premio Nacional de Literatura, el jurado destacó que su renovadora técnica narrativa trascendía los límites del país y le equiparaba con los principales novelistas contemporáneos.
Droguett se radicó en Suiza en 1976 a causa de la dictadura militar instaurada por Augusto Pinochet en 1973. Nunca regresó a Chile.

## Obras

### Novelas
- Sesenta muertos en la escalera (1953)
- Eloy[5] (1960)
- 100 gotas de sangre y 200 de sudor (1961)
- Patas de perro (1965)
- Supay, el cristiano (1968)
- El compadre[2] (1967)
- El hombre que había olvidado (1968)
- Todas esas muertes (1971)
- Después del diluvio (1971)
- El hombre que trasladaba las ciudades (1973)
- El enano Cocorí (1986)
- Matar a los viejos[7] (2001)
- La señorita Lara[8] (2001)
- Sobre la ausencia[9] (2009).[10]

### Cuentos
- Los mejores cuentos (1967)
- El cementerio de los elefantes (1971)

### Crónicas
- Escrito en el aire (1972)

### Ensayos
- Materiales de construcción[6] (1980)

## Adaptaciones
El compositor chileno Francisco C. Goldschmidt (*1981) realizó una ópera de cámara basada en la novela Eloy de Carlos Droguett, titulada ELOY –música con imágenes del aislamiento (2013–2017, 90 Min.)